# Хубер, Роберт
Роберт Ху́бер (нем. Robert Huber; род. 20 февраля 1937, Мюнхен, Германия) — немецкий биохимик, лауреат Нобелевской премии по химии 1988 года.
Член Леопольдины (1990) и Академии деи Линчеи, иностранный член Национальной академии наук США (1995) и Лондонского королевского общества (1999).

## Биография
Окончил по химии Высшую техническую школу Мюнхена в 1960 году, затем там же проводил кристаллографические исследования органических соединений. В 1971 году возглавил Институт биохимии Общества Макса Планка и переключился на кристаллографию белков. Являлся директором института до 2005 года, все эти же годы также преподавал кристаллографию в альма-матер, где в 2013 году стал эмеритом.
За первое исследование кристаллической структуры мембранного белка реакционного центра, участвующего в фотосинтезе пурпурной несерной бактерии Rhodopseudomonas viridis, что обеспечило дальнейший прогресс в понимании механизма фотосинтеза у высших растений, Роберт Хубер, Хартмут Михель и Иоганн Дайзенхофер в 1988 году получили Нобелевскую премию по химии.
Член Баварской академии наук (1988), Европейской академии (1990), Индийской национальной академии наук, Европейской академии наук и искусств, член-корреспондент Хорватской академии наук и искусств (1992).
Почётный доктор Вильнюсского университета (2011), Ягеллонского университета (2014).
В 2016 году подписал письмо с призывом к Greenpeace, Организации Объединенных Наций и правительствам всего мира прекратить борьбу с генетически модифицированными организмами (ГМО).
Автор и соавтор более чем 800 статей в рецензируемых научных журналах. Индекс Хирша 128.
В 1997 году награждён большим крестом заслуг со звездой и плечевой лентой ордена «За заслуги перед Федеративной Республикой Германия».
В 2017 году награждён командорским крестом ордена «За заслуги перед Литвой».

## Основные публикации
- J. Deisenhofer, O. Epp, K. Miki, R. Huber & H. Michel. Structure of the protein subunits in the photosynthetic reaction centre of Rhodopseudomonas viridis at 3Å resolution (англ.) // Nature : journal. — 1985. — Vol. 318, no. 6047. — P. 618—624. — doi:10.1038/318618a0.